# 威爾森·菲利浦 (專輯)
《威爾森·菲利浦同名專輯》（英語：Wilson Phillips）是美國白人女子三重唱威爾森·菲利浦首張錄音室專輯，於1990年5月份由SBK唱片公司發行。《威爾森·菲利浦》在全美創造500萬張的銷售成績，蟬連專輯榜10週亞軍，除了產生三首全美冠軍單曲，威爾森·菲利浦更憑藉著此專輯獲得第33屆葛萊美獎（英語：Grammy Awards）四項提名，躍身成為美國樂壇當紅的女子團體。

## 資料

### 專輯簡介
《威爾森·菲利浦》的專輯主題是在抒發年輕人的心聲，多數是在激勵歌迷，對於人生的理想憧憬要有正面的想法，積極樂觀去面對，還有講述同儕間的友情、男女間的愛情等等，這是一張積極正向勵志陽光的專輯，探討的話題大多命中時下許多年輕歌迷的心。
《威爾森·菲利浦》共收錄10首歌曲，三位團員參與了大多數的詞曲創作，整張專輯的曲風以成人當代音樂（Adult Contemporary Music）為主。而為了烘托三名團員清新優美的合聲，製作人在編曲上力求簡單順暢，歌曲的配樂也以凸顯人聲特質為主要考量。因此在這張專輯中，沒有重節奏的搖滾節拍，沒有尖銳刺耳的電子合成樂，更不會出現嘶吼狂飆的歌聲，和當時美國樂壇上到處到處充斥的黑人饒舌嘻哈音樂相比，《威爾森·菲利浦》宛如一股純真的清流，專輯甫一推出立即受到各方歌迷們高度的關注。

### 排行成績
雖然《威爾森·菲利浦》在1990年5月才發行實體唱片，但由於先發單曲成績奏效影響，專輯搶先在同年4月14日進入告示牌專輯榜，首週成績為第104名，當時威爾森·菲利浦的首支單曲〈Hold On〉已經進入單曲榜Top 40內。在1990年的夏天，美國樂壇正是饒舌歌曲當道之時，告示牌專輯榜上被MC Hammer和Vanilla Ice兩位饒舌歌手佔據榜首超過半年的時間，使得《威爾森·菲利浦》在亞軍位置蟬連了10週之久，始終無法再向前一步，最終，這張專輯在榜內一共待了125週，超過兩年的時間。雖然《威爾森·菲利浦》無緣冠軍寶座，但是有一整年的時間它都停留在Top 10中，更連續兩年都進入告示牌年終專輯排行榜前20名，1990年為第15名，1991年為第5名。
《威爾森·菲利浦》在美國共推出了5首單曲，其中包含了三首全美冠軍單曲、一首Top 5和一首Top 20單曲，單曲榜上優異的成績大大彌補了專輯榜上只能坐二望一的遺憾。相較在美國樂壇上的出色表現，這張專輯在英國市場就顯得有點悽涼冷清，在英國專輯榜最高名次為第7名，更遑論她們在英國單曲榜上只有一首單曲打進Top 10，這顯示英美兩地的歌迷對於流行音樂的喜惡，明顯存在著相當大的差異性。

### 銷售數字
《威爾森·菲利浦》在美國銷售量突破500萬張，1991年4月16日經美國唱片業協會（英語：RIAA）認證為五白金唱片，在同時期發片的女性藝人（團體）當中，僅次於瑪麗亞·凱莉的《瑪麗亞·凱莉同名專輯》（九白金）和娜妲莉·高的《永誌不忘》（七白金）。《威爾森·菲利浦》以500萬張的銷售量成為史上最暢銷的女子團體專輯，不過此紀錄已在1995年被TLC的《CrazySexyCool》以1,100萬張銷售數字超越。
威爾森·菲利浦有兩首冠軍單曲〈Hold On〉和〈Release Me〉，銷售量均達50萬張，雙雙被RIAA認證為金單曲。

## 樂壇紀錄
威爾森·菲利浦在美國樂壇上締造的成績，讓她們成為該年度最受歡迎的新人之一，第33屆葛萊美獎（英語：Grammy Awards）頒獎典禮上，她們更一舉獲得包含「最佳新人獎」（Best New Artist）在內的四項提名，唯可惜最終這四項提名全都鎩羽而歸。
威爾森·菲利浦從首張專輯中一共推出了五首單曲，其中第一首單曲〈Hold On〉更成為了1990年告示牌最佳年度單曲，成為史上首支榮膺「最佳年度單曲」頭銜的藝人出道單曲，告示牌第2次再出現同樣紀錄已是10年之後，2010年惡女凱莎（Ke$ha）的〈跑趴滴答TiK ToK〉，藉此威爾森·菲利浦已能在美國告示牌的歷史中永久留名了。
2016年告示牌雜誌遴選「Greatest of All Time Billboard 200 Albums」，這張專輯位居第84名。

## 專輯曲目
| 曲序 | 曲目                          | 词曲                                                              | 时长 |
| ---- | ----------------------------- | ----------------------------------------------------------------- | ---- |
| 1.   | Hold On                       | Chynna Phillips, Glen Ballard, additional lyrics by Carnie Wilson | 4:27 |
| 2.   | Release Me                    | Wilson Phillips                                                   | 4:56 |
| 3.   | Impulsive                     | Stephen Kipner, Clif Magness                                      | 4:34 |
| 4.   | Next to You (Someday I'll Be) | Darrell Brown, David Batteau, Madeline Stone                      | 4:57 |
| 5.   | You're in Love                | Wilson Phillips, Glen Ballard                                     | 4:51 |
| 6.   | Over and Over                 | Wilson Phillips, Glen Ballard                                     | 4:40 |
| 7.   | A Reason to Believe           | Tim Hardin                                                        | 4:04 |
| 8.   | Ooh You're Gold               | Wilson Phillips, Glen Ballard                                     | 4:19 |
| 9.   | Eyes Like Twins               | Rupert Hine, Jeanette Therese Obstoj                              | 5:03 |
| 10.  | The Dream Is Still Alive      | Glen Ballard, Wilson Phillips                                     | 4:05 |